# Vieux phare de Penmarc'h
Le vieux phare de Penmarc'h est un phare construit à la pointe de Penmarc'h (Finistère) entre 1831 et 1835, en service de 1835 à 1897. Il est situé dans le quartier de Saint-Pierre.

## Historique

### Projet
Ce phare fait partie du programme général d'éclairage des côtes de France, adopté par la commission des Phares le 9 septembre 1825.
Lors de sa séance du 19 février 1830, la commission demande à l'ingénieur en chef des Ponts et Chaussées du Finistère de rédiger un projet pour l'établissement d'un « phare lenticulaire à éclipse » sur la pointe de Penmarc'h. Sa lanterne devra être élevée à 40 mètres au-dessus du niveau des hautes mers d'équinoxe.
Conformément à cette demande, l'ingénieur en chef Jean-Sébastien Goury réalise un projet qui est présenté à la commission le 4 mars 1831. Celle-ci reconnait la conformité du programme quant à la hauteur prescrite et aux « dispositions générales et particulières » mais remet en question l'emplacement choisi. En effet, l'ingénieur Goury projetait d'installer le nouveau phare à l'emplacement du soubassement de la tour commencée en l'an II (à l'ouest de la tour de la chapelle Saint-Pierre). Cette disposition aurait eu l'inconvénient de masquer le fanal provisoire installé sur la tour de la chapelle dans un « espace angulaire d'environ 35° ». À la suite de cet avis de la commission, l'ingénieur décide de placer le nouvel édifice à l'est de la chapelle Saint-Pierre. Ainsi le phare projeté ne gênera ni le faisceau provisoire, ni les signaux sémaphoriques installés au sommet de celle-ci. En mars 1831, le coût de ce chantier est alors évalué à 86 000 francs (sans la lanterne et l'appareil lenticulaire).

### Construction
Le chantier est adjugé à l'entrepreneur Rouvillois de Glomel le 11 novembre 1831, mais semble être ralenti par des difficultés liées au déchargement des matériaux et à une pénurie de tailleurs de pierre. Dans une lettre du 12 mars 1835, Jean-Sébastien Goury s'en inquiète auprès de Martret-Préville (ingénieur ordinaire responsable de l'arrondissement de Quimper) et l'invite à se rendre sur place : « Le rapport du 9 mars qui m'arrive me prouve que le travail languit, ou plutôt il ne marche pas du tout. Depuis le 28 février il n'aurait été taillé qu'une pierre. Sur ce pied, l'année ne verrait pas achever la besogne. Je vous réitère l'invitation de vous transporter à Penmarc'h et de prendre les mesures nécessaires pour que dans deux mois cette taille soit terminée. Faites rechercher des tailleurs de pierre et qu'il y en ait 12 ou 15 à l'ouvrage. Veillez aussi à ce que les pierres ne manquent pas ; cette affaire traîne d'une manière qui nous attirera des reproches et je ne trouve pas que vous la soignez [...] »
Ce phare est construit en leucogranite dit de Pont-l'Abbé, et en granite de Trégunc pour sa partie supérieure. Un phare identique existe sur l'Île de Batz.

## Usage

### Phare
L'allumage de ce feu de 1er ordre (phare d'atterrissage) a lieu le 20 novembre 1835. Il est muni d'une optique composée de 16 lentilles de Fresnel dont le faisceau s'éclipse toutes les 30 secondes. Il fut d'abord alimentée à l'huile végétale (colza), puis à l'huile minérale à partir de 1875.
Il est utilisé jusqu'à la mise en service du phare d'Eckmühl le 17 octobre 1897.

### Amer et corne de brume
Après l'extinction de son feu, le phare va servir d'amer : la face sud de son fût est peinte en blanc.
Le vieux phare cesse d'être habité dans la décennie 1930 ; il ne sert plus que l'entrepôt de matériaux. En raison de l'apparition d'une fente à son sommet, une ceinture de métal est placée au sommet de la tour pour éviter l'élargissement de la fente. 
En 1976, une corne de brume est installée en son sommet. Elle reste en activité jusqu'en 2009 (année où elle tombe en panne) et est démontée en 2013.

### Seconde Guerre mondiale
Pendant la Seconde Guerre mondiale l'armée allemande y installe une station radar. Lors de son départ elle tente de dynamiter le sommet du phare, mais échoue ; toutefois la structure du phare est endommagée. Le vieux phare est alors délaissé, servant d'entrepôt de matériaux, mais il connaît de graves problèmes d'étanchéité.

### Centre de découverte maritime
Le Centre de découverte maritime est installé dans le soubassement du vieux phare depuis 1995. Il accueille une exposition permanente au rez-de-chaussée et des expositions temporaires au 1er étage. 
- L'exposition permanente présente l'Histoire des phares et balises
- Les expositions temporaires abordent généralement des thématiques liées à la Mer ou à l'Histoire du Pays Bigouden :
  - « Ex-voto marins d'Anne-Emmanuelle Marpeau » du 4 juillet au 27 septembre 2015[13]
  - « Portraits de bateaux d'Henry Kérisit » du 4 avril au 21 juin 2015[13]
  - « Souffle et Silence de Stéphane Butet » du 31 janvier au 8 mars 2015[14]
  - « À la mémoire des morts pour la France » du 11 octobre au 11 janvier 2015[14]
  - « Ex-voto et peaux de bateaux de Daniel Le Saux » du 5 juillet au 28 septembre 2014[14]
  - « Elles et Ils au trésor de Jean-Noël Duchemin » du 12 avril au 29 juin 2014[14]
  - « De Jonas à Moby Dick, variations autour d'un cachalot » du 21 décembre 2013 au 16 mars 2014[14]
  - « Si la nature nous contait... » du 6 juillet au 29 septembre 2013[14]
  - « Le Pays Bigouden, un certain regard... » du 13 avril au 30 juin 2013[14]
  - « Les phares de Norvège » du 22 décembre 2012 au 17 mars 2013[14]

## Architecture
Le vieux phare de Penmarc'h est construit en pierre de taille de granite. Il est composé d'un soubassement carré de deux niveaux et d'un fût cylindrique dont le sommet à astragale et congé supporte une balustrade en pierre (établie en 1878 à la place d'une balustrade en fer). La lanterne qui le couronnait a été supprimée vers 1897.

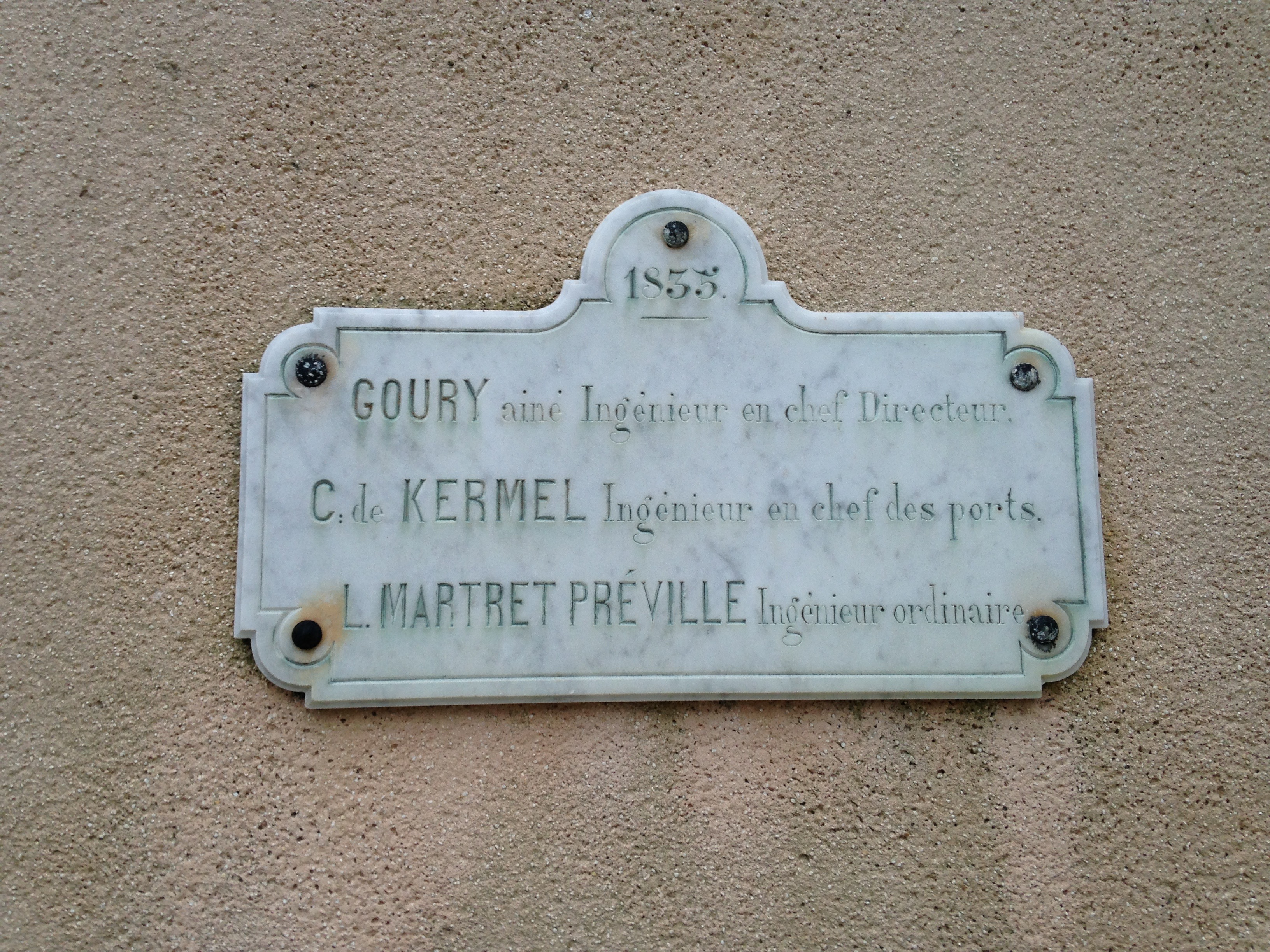
Plaque commémorative indiquant le nom des ingénieurs ayant pris part à la construction (1835).

Du point de vue architectural, le vieux phare de Penmarc'h est en tous points similaire à celui de l'île de Batz (1836).

## Protection patrimoniale
Le 7 juillet 2005, la Commission régionale du patrimoine et des sites (CRPS) donne un avis favorable à l'inscription de cinq phares au titre des monuments historiques. Le vieux-phare de Penmarc'h fait partie de cette liste aux côtés des phares d'Eckmühl, du Stiff, du Créac'h et de Saint Mathieu.
Le 22 novembre 2010, il est proposé au classement au titre des monuments historiques en même temps que 11 autres phares bretons dont le phare d'Eckmühl.
Son classement est effectif à compter du 23 mai 2011. La protection concerne le vieux phare en totalité, les façades et toitures de ses bâtiments annexes, les murs, la grille et le terrain d'assiette de son enclos.
Sa restauration doit être entreprise en 2023, afin de l'ouvrir entièrement aux visites touristiques, jusqu'à son sommet, en 2025.